# Бузька вулиця
Бу́зька ву́лиця — вулиця в Голосіївському районі міста Києва, місцевість Ширма. Пролягає від Мелітопольської вулиці до кінця забудови.

## Історія
Виникла в 1950-ті роки під назвою 776-та Нова. 1953 року отримала назву Єнісейська вулиця, на честь р. Єнісей. 
Сучасна назва  на честь річок Південний та Західний Буг — з серпня 2022 року.